# カウントダウン (NormCoreの曲)
「カウントダウン」は、NormCoreの3rdシングルで、2018年8月29日にビーイングから発売された。

## 概要
本作はテレビアニメ『名探偵コナン』オープニング曲に起用された。

## 収録曲
CD
- 初回限定盤、通常盤

1. カウントダウン
作詞 - Fümi・まふまふ / 作曲 - まふまふ
2. モハンカイトウ
作詞・作曲 - Fumi
3. カウントダウン -Instrumental-

- 名探偵コナン盤

1. カウントダウン
2. モハンカイトウ
3. カウントダウン -TV Edit-
4. カウントダウン -Instrumental-

## タイアップ
| 楽曲           | タイアップ                                                                                                 |
| -------------- | --- |
| カウントダウン | 読売テレビ系アニメ『名探偵コナン』オープニングテーマ テレビ新広島『Japan in motion』10月エンディングテーマ |